# Église Saint-Pierre-Saint-Paul de Rueil-Malmaison
Pour les articles homonymes, voir Église Saint-Pierre-et-Saint-Paul.
L’église Saint-Pierre-Saint-Paul est une église situé à Rueil-Malmaison (Hauts-de-Seine). Elle est notamment connue pour abriter les tombeaux de Joséphine et Hortense de Beauharnais.

## Historique

### Histoire du bâtiment

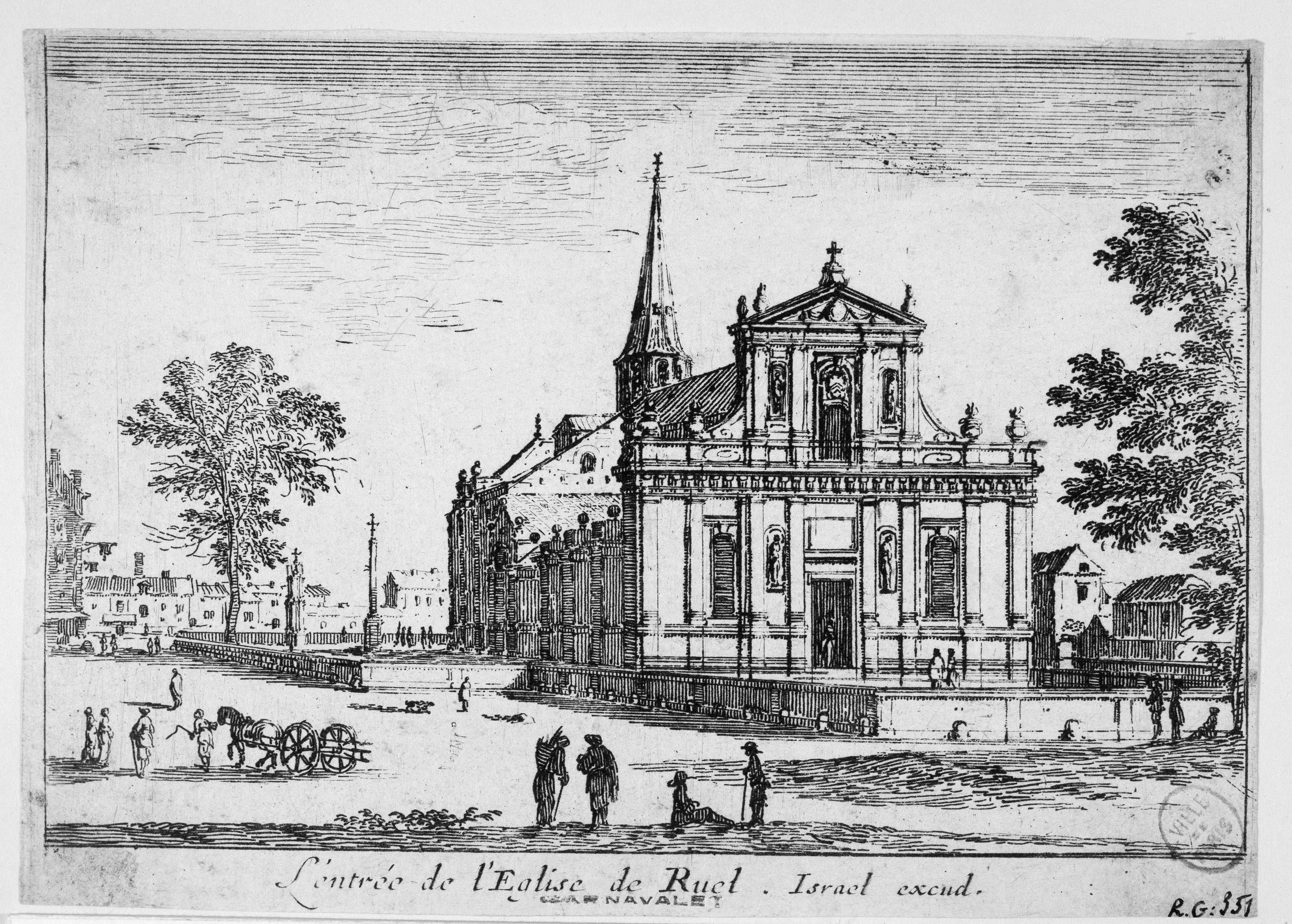
L'entrée de l'église de Rueil, entre 1650 et 1660.

- VIIIe siècle : existence d’une paroisse à Rueil
- XIIe siècle : première église à cet endroit
- 1420-1432 : élévation du clocher roman, pendant l’occupation anglaise
- à la fin de la guerre de Cent Ans : l’église est en grande partie détruite
- 1584 : Antoine, prétendant au trône du Portugal en exil, pose la première pierre de la nouvelle église
- 1632-1635 : la façade actuelle est érigée sur ordre de Richelieu, résidant au château du Val tout proche, sous la responsabilité de l’architecte Jacques Lemercier [1].
- 1730 : mai : bénédiction de deux cloches : Catherine et Magdeleine Geneviève
- 1786 : bénédiction de la cloche Jeanne-Françoise
- 1792 : l’église est saccagée par des « volontaires » logeant à la caserne, les bancs sont cassés et arrachés, des cercueils déterrés et vidés, des verrières cassées, les sculptures de la façade sont détruites.
- 1793 : transfert du cimetière, alors autour de l'église, en dehors du village
- 1797 : les orgues offertes par Richelieu sont vendues comme bien national à un chaudronnier pour 588 francs
- 1825 : juillet : la cloche Victoire remplace Jeanne-Françoise
- 1825 : 28 septembre : installation du tombeau de Joséphine
- 1846 : 20 avril : inauguration officielle du premier mausolée d'Hortense (celui de Bartolini)
- 1854-1857 : restauration de l’église, allongement du transept et reconstruction du clocher à l’image du clocher roman primitif. Napoléon III charge son architecte Joseph-Eugène Lacroix des travaux et finance une partie de cette restauration sur sa cassette personnelle.
- 1858 : 27 juin : inauguration officielle du nouveau cénotaphe d'Hortense (l'actuel)
- 1862 : l’église figure sur la liste de Prosper Mérimée
- 1862-1864 : aménagement et agrandissement de la place, dégagement du soubassement de l'église
- 1864 : Napoléon III offre le nouvel orgue
- 1932 : bénédiction d'une nouvelle cloche : Thérèse, Armandine, Emilie (en mi - 1 020 kg)
- 1941 : classement sur la liste des Monuments historiques[2]
- 1990 : restauration de la façade, installation des nouvelles statues
- 1993 : restauration de l'intérieur de l'église

### Événements s'y étant déroulés
- 1638 : 24 avril : enterrement de Zaga Christ, mort chez Richelieu, dans le chœur de l'église
- 1644 : 3 juillet : Te Deum à l'occasion du renouvellement du traité avec l'Angleterre au château du Val (occupé par la duchesse d'Aiguillon, nièce de Richelieu), en présence de Louis XIV et Anne d'Autriche
- 1645 : "service solennel" pour Sublet des Noyers, qui possédait une résidence à Rueil, avant son enterrement au noviciat des Jésuites à Paris
- 1649 : 18 avril : Hardouin de Péréfixe, ancien précepteur de Louis XIV, est sacré évêque de Rodez
- 1814 : 2 juin : funérailles de l’impératrice Joséphine
- 1837 : la reine Hortense est enterrée dans la crypte
- 1856 : funérailles d'Agustín, duc de Tarancón, fils de la Reine Marie-Christine d'Espagne en exil au château de Malmaison. Il est enterré au cimetière ancien.
- 1860 : la dépouille de duchesse d'Albe, sœur de l'impératrice Eugénie, repose 4 mois dans l'église, avant d'être rapatriée en Espagne. L'impératrice vient plusieurs fois s'y recueillir.
- 1863 : funérailles de deux autres fils de Reine Marie-Christine d'Espagne : Juan, comte du Recuerdo, en avril, et José, comte de García, en décembre, tous également enterrés au cimetière ancien
- 1947 : 2 septembre : obsèques de 77 des 89 victimes de l'incendie du cinéma Le Select

## L’extérieur

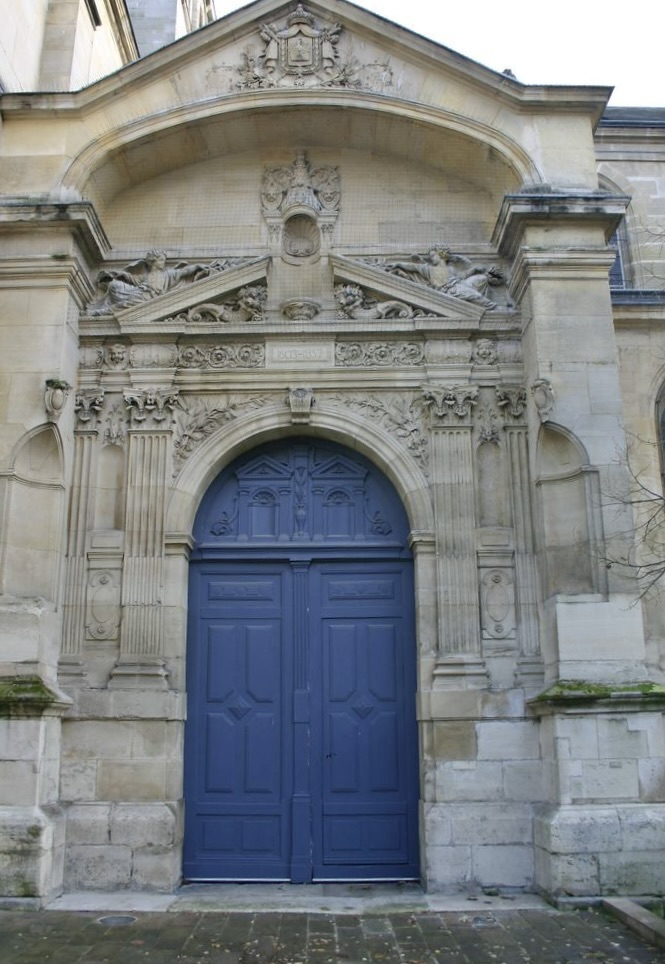
Porche latéral (1603).

La façade de l’église date de 1633 et est de Jacques Lemercier, l'architecte de Richelieu, et ressemble beaucoup à celle de la chapelle de La Sorbonne, qu’il a également réalisée.
Les statues de la façade du sculpteur Sarrazin, disparues à la Révolution, ont été remplacées lors de la restauration de 1990 par des statues modernes : les apôtres Pierre et Paul, ainsi que des anges.
Sur la façade, on peut voir en haut les armes de Richelieu, et, au-dessus du porche central, un souvenir de la Révolution française : la devise « Liberté, égalité, fraternité ».
Le portail nord, de style Renaissance, date de 1603. Il a été restauré par Lacroix en 1857, d'où les deux dates inscrites : 1603-1857. Lacroix a également modifié la corniche en rajoutant les armes impériales ainsi que les J et H de Joséphine et Hortense.
Le clocher, de style roman, date de la restauration du XIXe siècle.
Les statues en façade des apôtres Pierre et Paul ont été entièrement refaites/retaillées à l'identique par les sculpteurs Dominique Denry et Louis Lepicard en 1990.

## L’intérieur

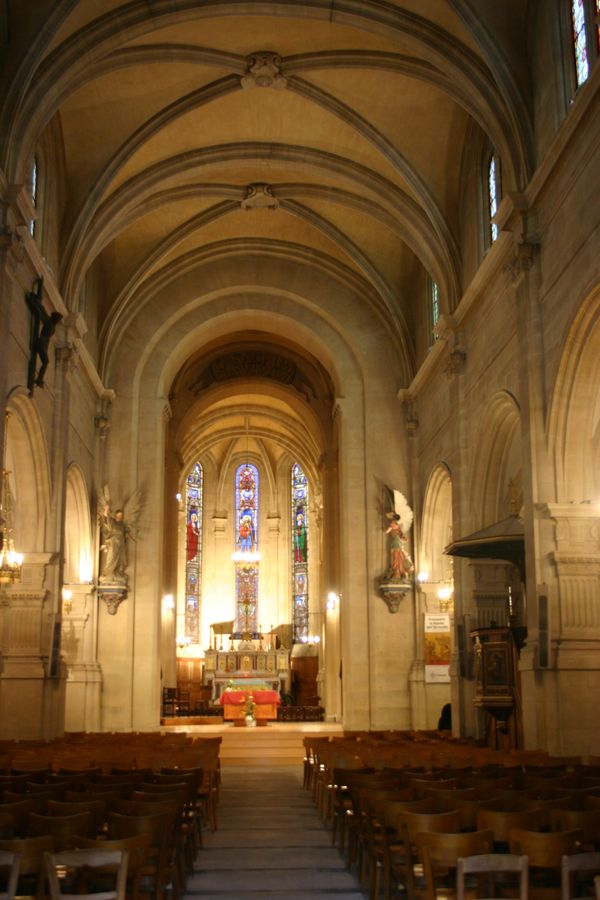
La nef.

La nef, construite vers 1600, fait 40 mètres de long. Elle a été restaurée comme toute l’église au XIXe siècle, à cette occasion, le transept a été agrandi sur les côtés.
La voûte culmine à 13 mètres de hauteur et est soutenue par 14 piliers.

### L'orgue

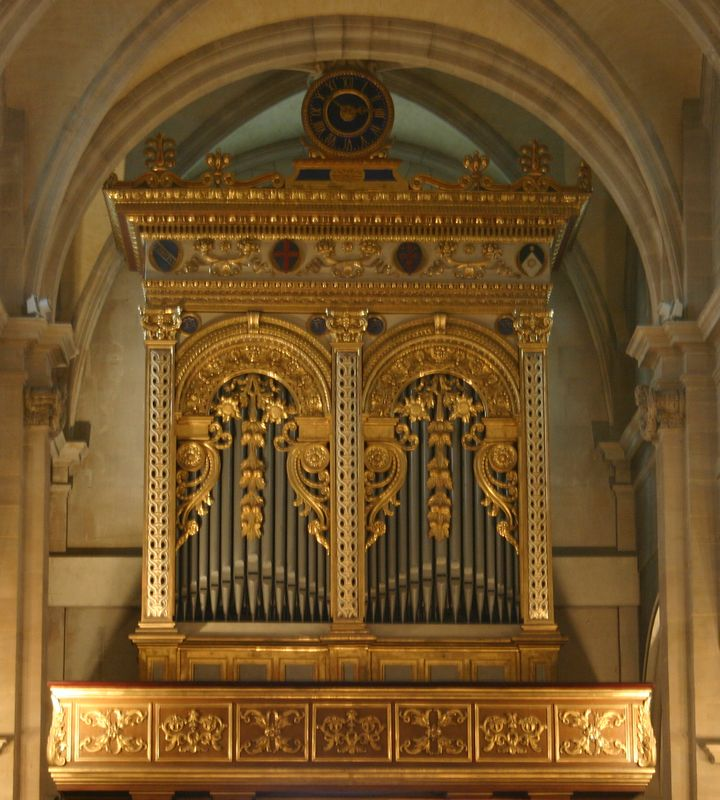
L'orgue.

Des orgues avaient été offertes à l'église par Richelieu  après l'achèvement de la façade. Elles ont été vendues en 1797 comme bien national.
Le buffet d'orgue actuel a été offert par Napoléon III à l’occasion de la restauration de l’église au XIXe siècle. Il est l’œuvre du sculpteur florentin Baccio d'Agnolo et était, jusqu’à son achat par Napoléon III, dans l’église Santa Maria Novella de Florence. Il a été exécuté entre 1490 et 1520. Les orgues elles-mêmes sont de Cavaillé-Coll. Elles ont fait l'objet d'une campagne de restauration en 2017.

### Les œuvres d'art
Au fond du chœur, un remarquable bas-relief en bronze doré représente La descente de croix par François Anguier. Créé en 1667 et doré par Dizy, cette œuvre était destinée à l’église du Val-de-Grâce à Paris. Napoléon l’avait acquise en 1805 pour la chapelle du château de Malmaison. Le banquier suédois Jonas-Philip Hagerman, propriétaire du château en 1837, en fait don à l’église. Un tableau de Charles Nicolas Lafond, Jacob mourant en Egypte et bénissant ses douze enfants fut redécouvert dans les années 2000.

### Les tombeaux
Dans les chapelles latérales du chœur se trouvent le tombeau de Joséphine ainsi que le mausolée de la reine Hortense, qui est enterrée dans une crypte sous l’église.
Le tombeau de l'impératrice Joséphine est une œuvre de l'architecte Louis-Martin Berthault et du sculpteur Pierre Cartellier. En marbre de Carrare, il représente Joséphine en orante, dans la même attitude que dans le tableau du Sacre de David. L’impératrice repose dans le socle du monument (gravé de l'épitaphe « À Joséphine, Eugène et Hortense 1825 »), dans trois cercueils de plomb, de chêne et d'acajou. Ce tombeau a été achevé en 1825, soit plus de neuf ans après la mort de Joséphine qui en attendant, avait été mise dans la cave du presbytère voisin.
À côté du tombeau de Joséphine se trouve le tombeau de son oncle Robert Marguerite Tascher de la Pagerie, gouverneur de la Martinique, mort à Paris en 1806 et inhumé dans l’église sur le vœu de Joséphine.
Le mausolée de la reine Hortense est une œuvre de Jean-Auguste Barre, réalisée sous la direction de l’architecte Lacroix, à qui Napoléon III avait confié les travaux de restauration de l’église. Il est inauguré par Napoléon III et l’impératrice Eugénie en 1858. La sculpture représente Hortense à genoux, accompagnée d’un ange. À ses pieds, une couronne représentant son titre de Reine de Hollande et une lyre, pour ses talents de musicienne. 

Un précédent mausolée avait été réalisé par Bartolini en 1846, il représentait Hortense priant à genoux sur un coussin, vêtue d'une tunique sans manche, la tête couverte d'un grand voile, mais il avait été refusé par Napoléon III. Il se trouve actuellement dans la chapelle du château d’Arenenberg, en Suisse, où est décédée Hortense de Beauharnais. 

Hortense n'est pas elle dans le monument, mais dans la crypte au fond de l'église, creusée pour elle en 1856. Cette crypte accueillit momentanément en 1860 le cercueil de la duchesse d'Albe, sœur d'Eugénie, en attendant qu'elle soit transportée en Espagne.

Tombeaux dans l'église
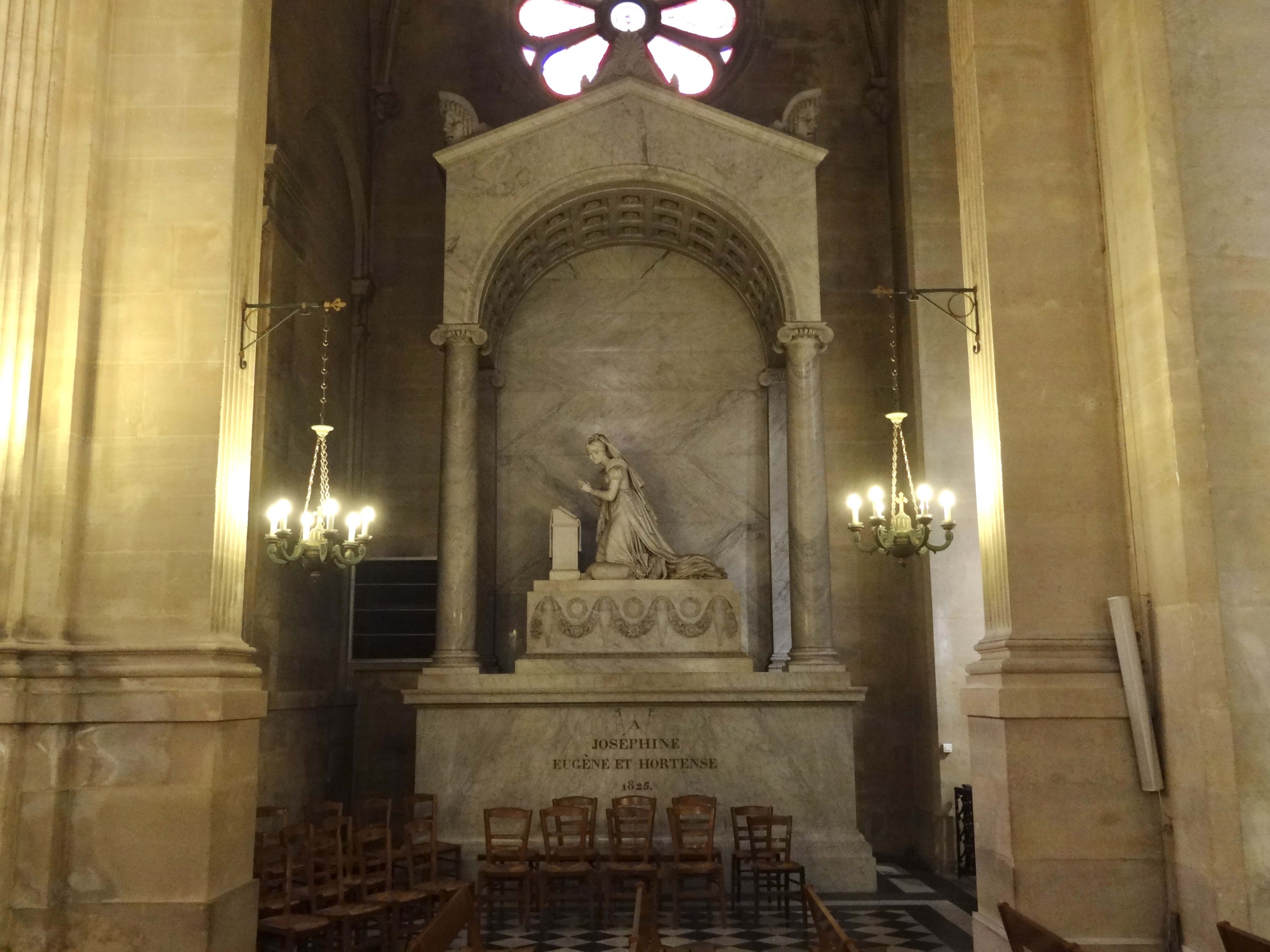
Le tombeau de Joséphine de Beauharnais.
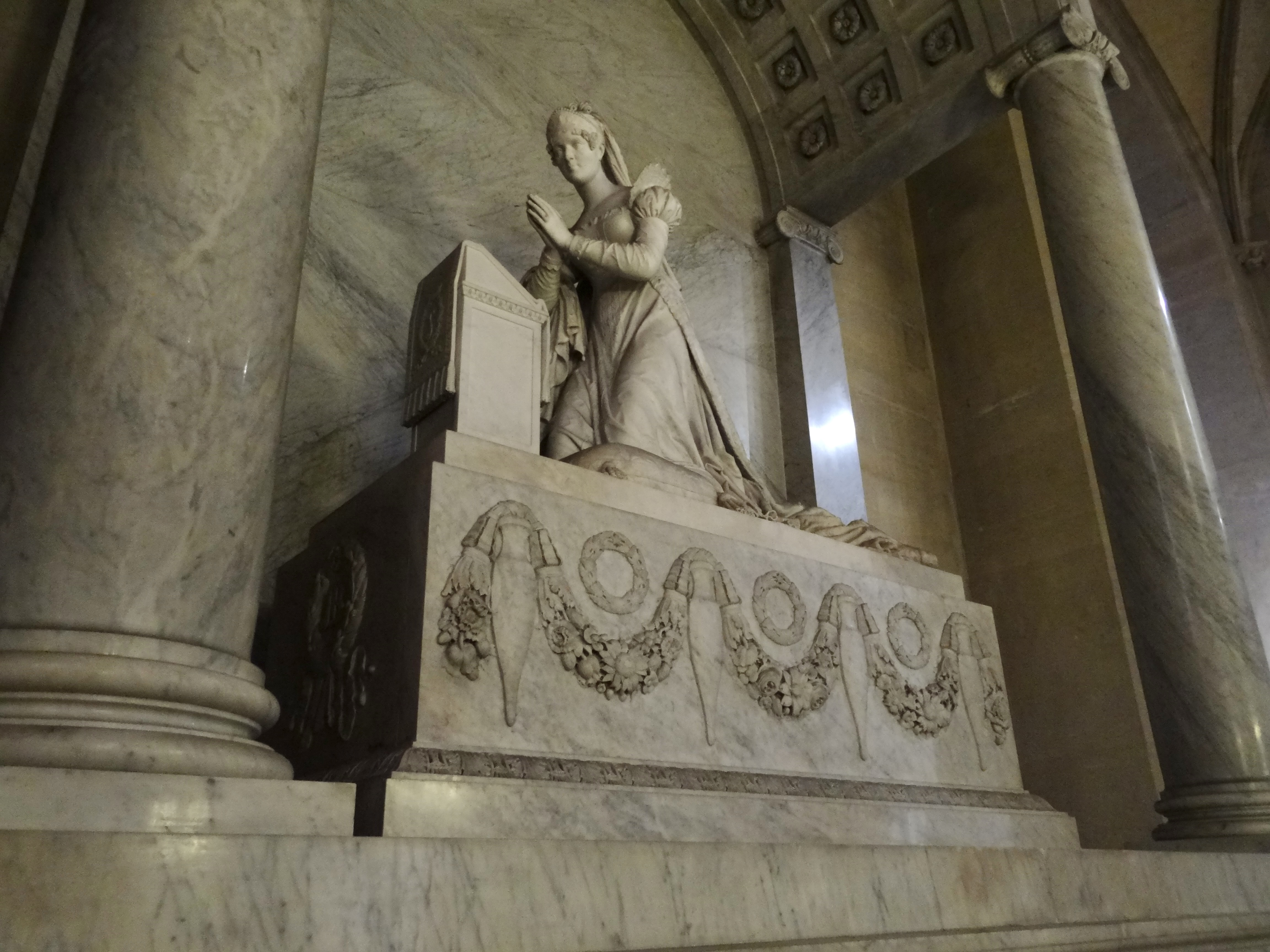
L'orant sur le tombeau de Joséphine de Beauharnais.
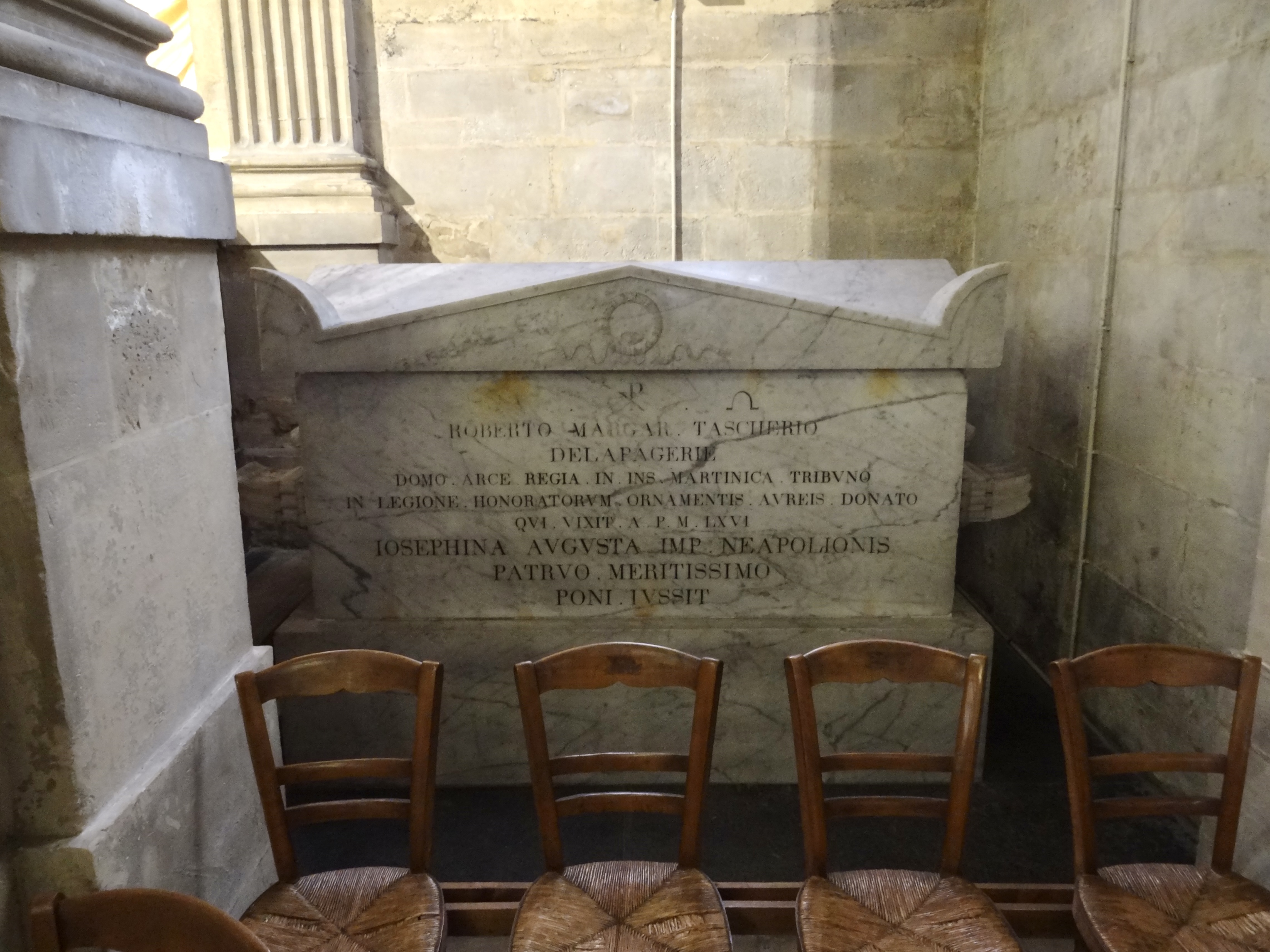
Le tombeau de Robert de Tascher de La Pagerie.
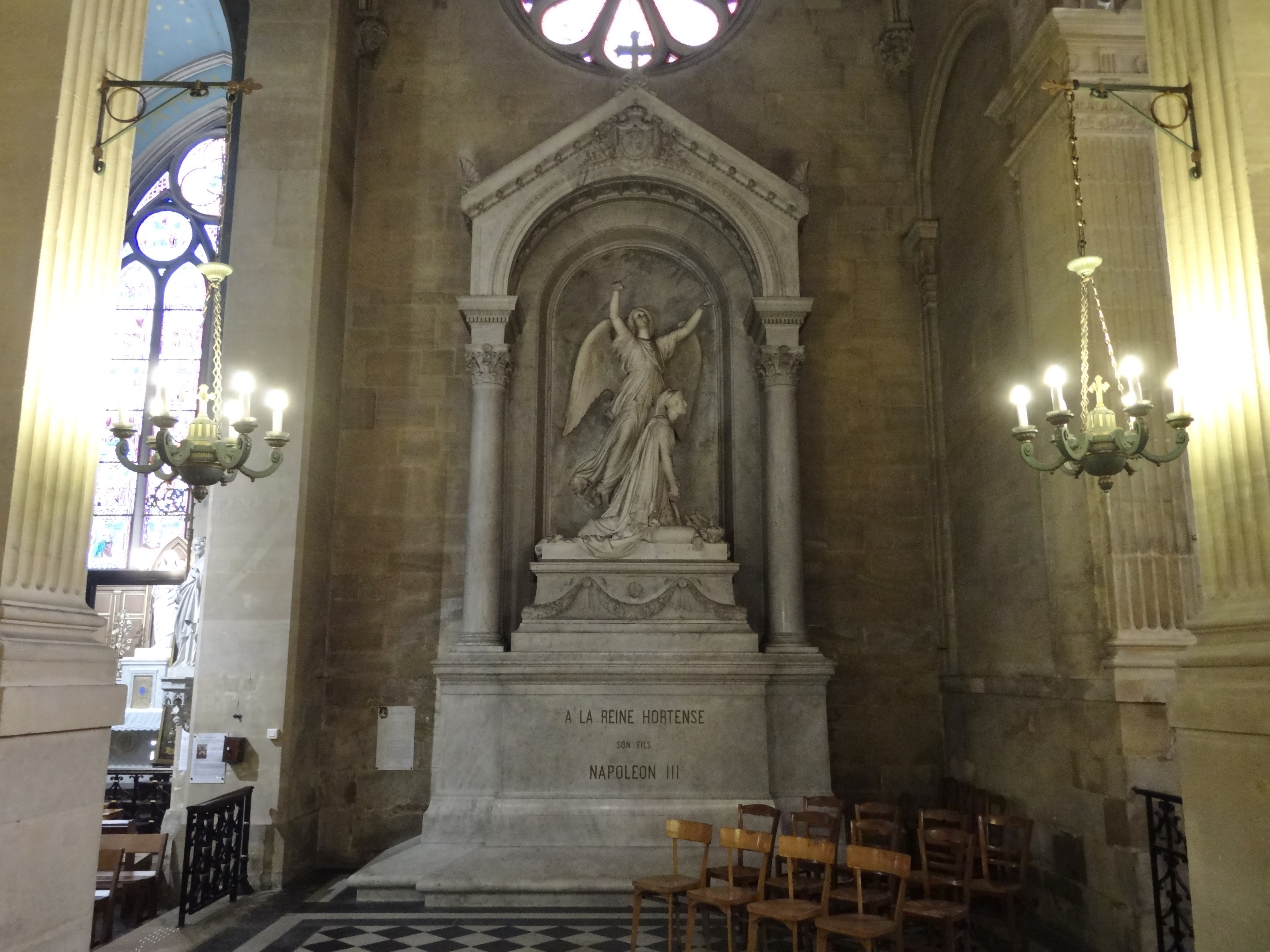
Le mausolée d’Hortense de Beauharnais.
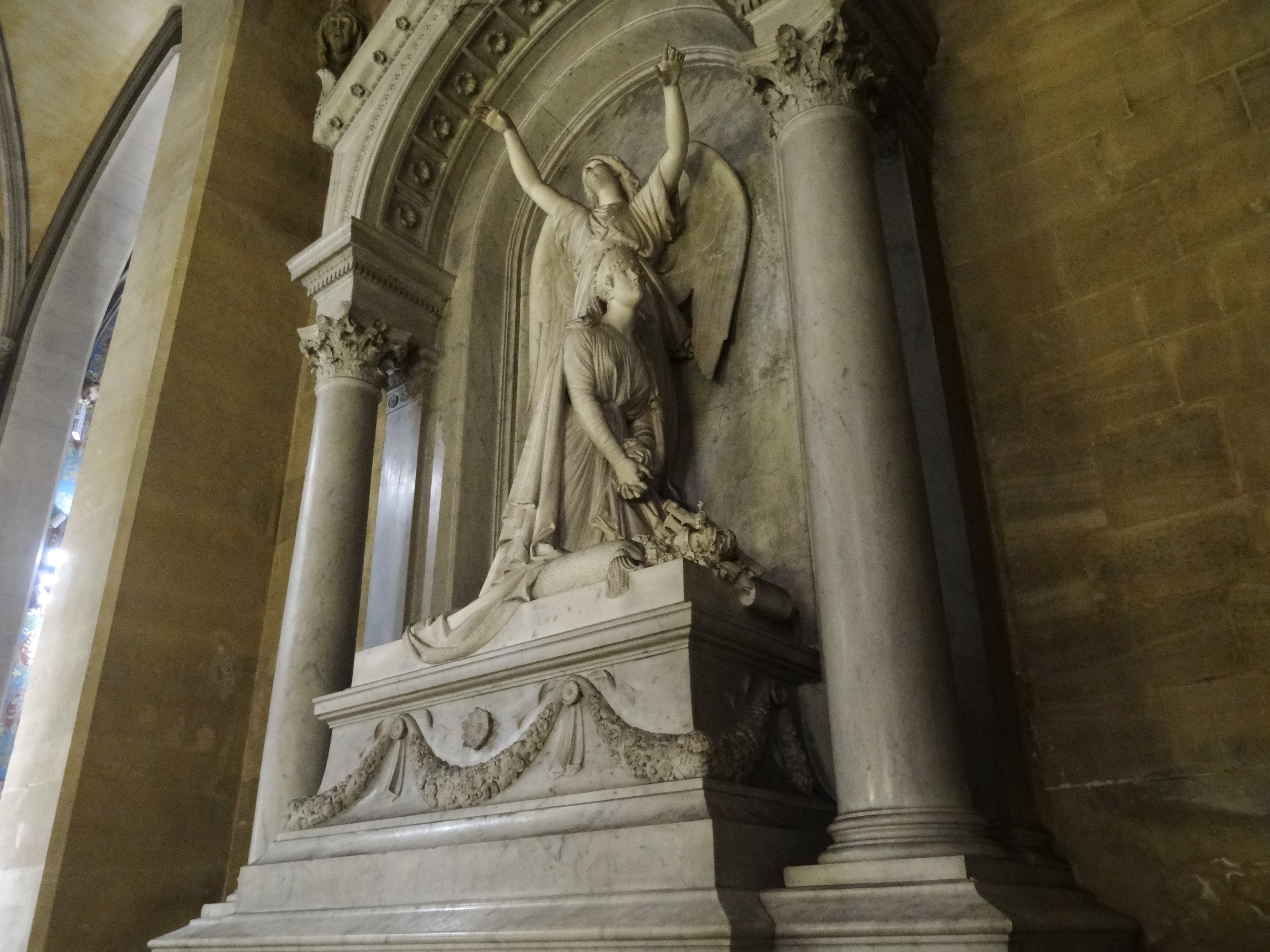
L'orant sur le mausolée d’Hortense de Beauharnais.
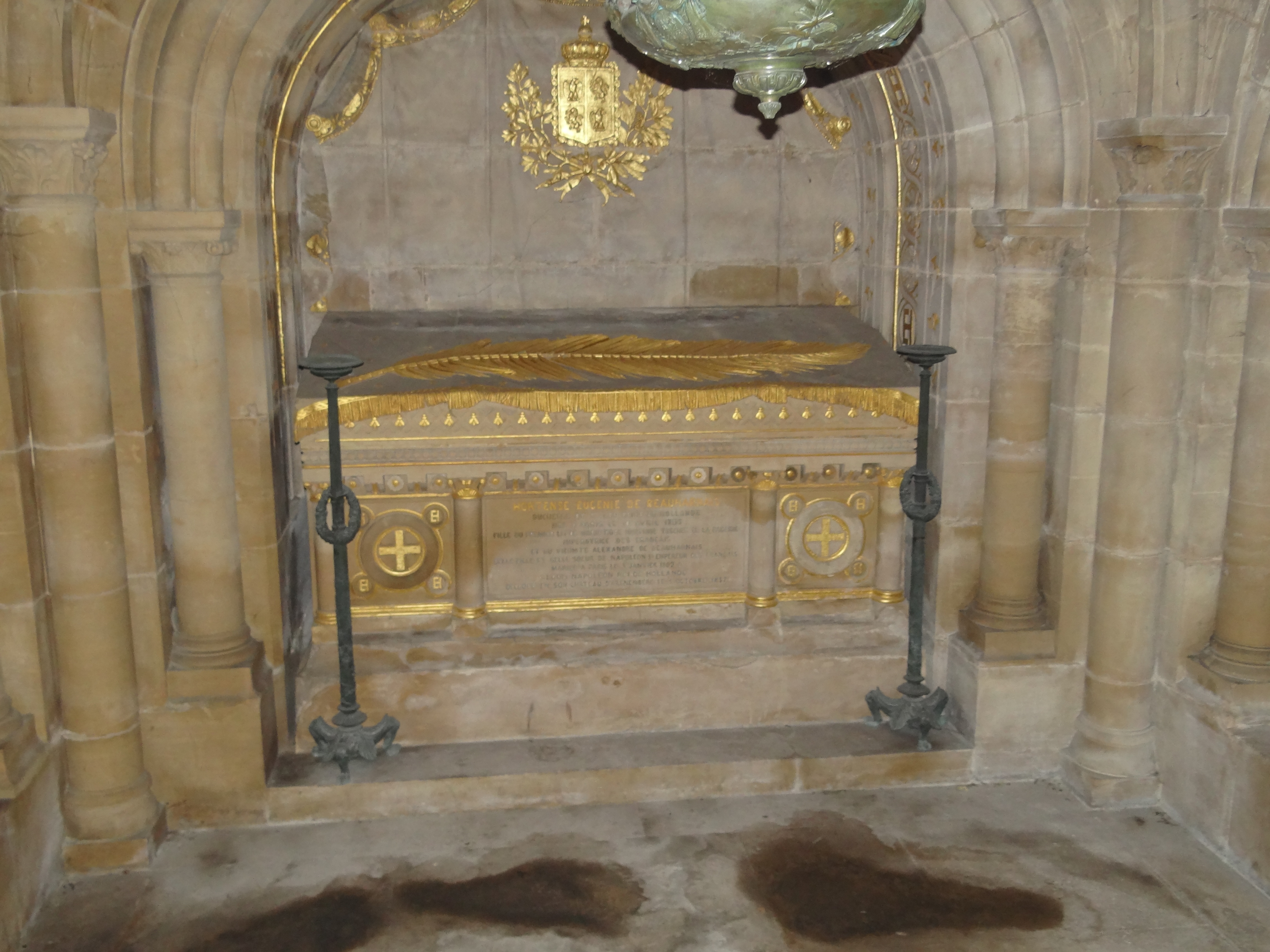
Le tombeau d’Hortense de Beauharnais.

## Pour approfondir